# Jūrkalne
Jūrkalne (ryska: Юркалне) är en ort i Lettland.   Den ligger i kommunen Ventspils novads, i den västra delen av landet, 160 km väster om huvudstaden Riga. Jūrkalne ligger 15 meter över havet och antalet invånare är 368.
Terrängen runt Jūrkalne är mycket platt. Havet är nära Jūrkalne åt nordväst. Runt Jūrkalne är det glesbefolkat, med 8 invånare per kvadratkilometer. Närmaste större samhälle är Pāvilosta, 18,4 km sydväst om Jūrkalne. I omgivningarna runt Jūrkalne växer i huvudsak blandskog.